# Minifunic
Le Minifunic est un funiculaire de Suisse situé dans le canton du Valais, sur la commune de Finhaut. Il relie le pied du barrage d'Émosson à l'extrémité du petit train panoramique d'Émosson en aval au lac d'Émosson en amont. Avec le funiculaire du Châtelard et le petit train panoramique d'Émosson, il est intégré au complexe touristique Verticalp Emosson.

## Caractéristiques
Il relie la gare Pied du barrage (1 820 m) à la gare Lac d'Émosson (1 960 m).

## Histoire
En 1991, le Minifunic remplace un ancien monorail à crémaillère.